# Bethaniakapel

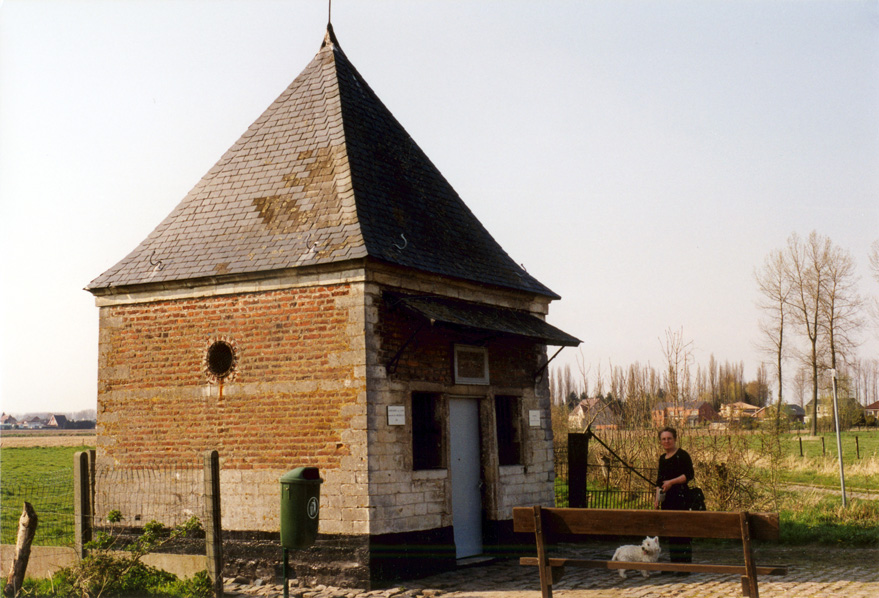
Bethaniakapel

De Bethaniakapel is een kapel in de tot de Vlaams-Brabantse gemeente Zoutleeuw behorende deelgemeente Helen-Bos, die gelegen is aan de Kruisveldstraat.
Deze kapel werd in 1659 gebouwd door het Bethaniaklooster te Zoutleeuw. Hij is gelegen iets ten westen van de kom van Zoutleeuw, aan de Vloedgracht die parallel aan de Kleine Gete loopt.
De vorm van de kapel is ongebruikelijk: het is een vierkante kapel waarvan de onderbouw in zandsteen is uitgevoerd terwijl verder ook baksteen werd toegepast. De kapel wordt gedekt door een tentdak.
Het chronogram: Consolatrix afflictorum, ora pro nobis - LauDI MarIae, BethanIa feCIt levert het jaartal 1659 op.
De kapel is gewijd aan Onze-Lieve-Vrouw.